# Lockenhaus
Lockenhaus (ungerska: Léka, kroatiska: Livka) är en ort och köpingskommun i det österrikiska förbundslandet Burgenland. Orten ligger vid floden Güns, 16 kilometer sydväst om staden Oberpullendorf. Kommunen gränsar i öster till Ungern. 
Kommunen består av fem orter (Ortschaften) (inom parentes invånarantal 1 januari 2024):
- Glashütten bei Langeck im Burgenland (330)
- Hammerteich (235)
- Hochstraß (193)
- Langeck im Burgenland (213)
- Lockenhaus (1 087)

Lockenhaus är framför allt känd för sin borg. Ortens historia är nära knuten till borgens historia. Lockenhaus omnämns för första gången 1242 tillsammans med borgen. Kulturhistoriskt intressanta är kyrkan, som byggdes i barockstil mellan 1656 och 1669 efter ritningar av Pietro Orsolini från Siena och det före detta klostret som byggdes om till ett sommarslott åt familjen Esterházy 1868.
Lockenhaus är också berömt för den internationella kammarmusikfesten under ledning av Gidon Kremer som äger rum varje år.